# Rhomphaea palmarensis
Rhomphaea palmarensis är en spindelart som först beskrevs av González och Carmen 1996.  Rhomphaea palmarensis ingår i släktet Rhomphaea och familjen klotspindlar. Inga underarter finns listade i Catalogue of Life.